# Flabellaria
Flabellaria é um género botânico pertencente à família Malpighiaceae.

## Espécies
- Flabellaria paniculata Cav.